# Michel Bergeron (hockey sur glace)
Pour les articles homonymes, voir Michel Bergeron et Bergeron.
 (mars 2011).
Si vous disposez d'ouvrages ou d'articles de référence ou si vous connaissez des sites web de qualité traitant du thème abordé ici, merci de compléter l'article en donnant les références utiles à sa vérifiabilité et en les liant à la section « Notes et références ».
 (novembre 2016).
Michel Bergeron, surnommé le Tigre, est né à Montréal au Québec (Canada) le 12 juin 1946. Il a été entraîneur-chef dans la Ligue nationale de hockey avec les Nordiques de Québec et les Rangers de New York.

## Biographie
Après une jeunesse vouée au sport, Bergeron décide de devenir entraîneur de hockey à la fin des années 1960. Dans les années 1970, après des succès importants avec des équipes mineures de la région de Montréal, Michel Bergeron se voit confier le rôle d'entraîneur-chef des Draveurs de Trois-Rivières [réf. souhaitée]. L'arrivée de Bergeron ne fera cependant pas immédiatement l'unanimité chez les amateurs trifluviens, insultés de voir Bergeron remplacer Claude Dolbec. Malgré certaines difficultés d'adaptation, les Draveurs et leur entraîneur remportent la Coupe du Président en 1977-1978 et 1978-1979 [réf. souhaitée] .

### Entraîneur-chef des Nordiques de Québec
En 1980, Maurice Filion, directeur général des Nordiques de Québec, décide de remplacer l'entraîneur-chef Jacques Demers et fait appel à Bergeron, l'un des meilleurs entraîneurs juniors du Canada, pour prendre le rôle d'adjoint [citation nécessaire]. 
Après six matchs, Maurice Filion décide de confier les rênes du club à son nouvel adjoint. Michel Bergeron doit toutefois patienter 11 matchs avant une première victoire. En 1981-1982, les Nordiques se qualifient pour la deuxième fois de leur histoire pour les séries éliminatoires [réf. souhaitée]. Ils ont, comme adversaires en première ronde, les Canadiens de Montréal, qui viennent de terminer cette année à 23 points devant les Nordiques. Les hommes de Bergeron élimineront les hommes de Bob Berry en prolongation du cinquième match par un but de la « peste » des Nordiques, Dale Hunter. Les hommes de Bergeron accèderont à la finale de la conférence Prince-de-Galles. Ils échoueront devant les futurs champions de la Coupe Stanley, les Islanders de New York. 
En 1984, les Nordiques et le Canadien se retrouvent. Au sixième match, alors que les Nordiques risquent l'élimination, éclate une violente bagarre générale en deuxième période. De retour en troisième, la période n'a même pas débuté que la bagarre reprend, au point où Bergeron doit être défendu par Jimmy Mann. Le match tournera finalement à l'avantage des Canadiens. Bergeron et son équipe prendront cependant leur revanche au cours des séries du printemps 1985, lorsque Peter Šťastný marquera le but vainqueur en prolongation, au septième match au Forum de Montréal.
Après un échec durant les séries éliminatoires de 1986 face à Hartford, les Nordiques retrouvent les Canadiens en demi-finale de conférence des séries 1987. Au cinquième match, l'arbitre d'office pour ce match, Kerry Fraser, refuse un but à Alain Côté. Bergeron conteste, mais ne parvient pas à faire annuler la décision de Fraser. Les Nordiques sont éliminés en sept matchs.

### Entraîneur-chef des Rangers de New York
Lors des assises de la LNH 1987, Marcel Aubut, président des Nordiques, conclut avec le directeur général des Rangers de New York, Phil Esposito, l'échange de son entraîneur contre un choix de première ronde en 1988 (Daniel Doré) et une somme d'argent. Bergeron quitte donc les Nordiques et se retrouve chez les Rangers avec à la clé un contrat de trois ans. Malgré deux saisons avec les Blue Shirts, il est démis de ses fonctions à deux matchs de la fin du calendrier régulier 1988-1989, le premier avril. Les Rangers se feront éliminer des séries en 4 matchs. Après être devenu chroniqueur à temps plein sur les ondes de CKAC Télémédia, Bergeron reçoit un téléphone de Martin Madden, directeur-gérant des Nordiques [Quoi ?].

### Retour chez les Nordiques
Au début de la saison 1989-1990, tous les espoirs sont permis aux Nordiques. Le club vient de mettre sous contrat la superstar Guy Lafleur, et a obtenu le premier choix au repêchage, jetant son dévolu sur l'attaquant Mats Sundin. Néanmoins, les Fleurdelisés connaissent une saison désastreuse. Les résultats catastrophiques se succèdent à un rythme effarant. L'équipe bat le record de 26 matchs consécutifs sans victoire. De plus, les Nordiques ne gagnent que 12 matchs et ne totalisent que 31 points au classement. Le directeur général Martin Madden est limogé et Maurice Filion le remplace par intérim. À l'été 1990, Marcel Aubut choisit de ne pas reconduire Filion dans ses fonctions et engage Pierre Pagé, qui à son tour congédie Bergeron et le remplace par Dave Chambers.

### Analyste sportif
À l'automne 1990, Michel Bergeron est frappé d'une grave crise cardiaque. En juin 1992, lorsque Pat Burns remet sa démission comme entraîneur-chef des Canadiens de Montréal, le nom de Michel Bergeron ressurgit . Toutefois, le directeur général du Canadien, Serge Savard, s'inquiète du cœur trop fragile de Bergeron et lui préfère Jacques Demers[réf. souhaitée]. Au cours de la saison 1993-1994, les Nordiques ratent les séries et Pierre Pagé, alors directeur général et entraîneur des Nordiques, est congédié. Le nouveau directeur général est l'ex-agent de Bergeron, Pierre Lacroix. 
Lacroix porte son choix sur l'entraîneur-chef du club-école des Nordiques, Marc Crawford. Bergeron se tourne alors vers les médias, puisqu'il avait déjà assuré, de 1990 à 1994, l'analyse des matchs des Canadiens à l'antenne du réseau TVA [réf. souhaitée]. Au cours d'une émission télévisée, Michel Bergeron révèle qu'à cette époque, le Titan de Laval, propriété des frères Morissette, lui avait offert de devenir entraîneur-chef et directeur général et qu'après mûre réflexion, il avait décidé de décliner l'offre [citation nécessaire]. En 1995, il remplace Mario Tremblay à l'analyse des matchs du Canadien sur le réseau TQS [réf. souhaitée]. En 1998, Radio-Canada fait appel à ses services pour remplacer le vénérable Gilles Tremblay à l'analyse des matchs de La Soirée du hockey [réf. souhaitée]. C'est à titre d'analyste de matchs de hockey que Bergeron couvrira les Jeux olympiques de Salt Lake City [réf. souhaitée]. En 2002, en fin de contrat avec la SRC, Bergeron signe avec TQS pour analyser les matchs du Canadien et faire partie du panel de débatteurs à l'émission 110%. De septembre 2002 à juin 2008, Bergeron suivra les activités du Canadien à titre de débatteur de l'émission sportive du réseau TQS. Il commentera à nouveau à l'occasion de la Coupe du monde de hockey sur glace 2004 pour le compte de Radio-Canada. En septembre 2008, las des multiples changements de programmation, à TQS, et attiré par une offre de contrat à RDS, Michel Bergeron se joint au Réseau des sports, où il assurera l'analyse des matchs des Canadiens, entre les périodes. Il participe aussi au nouveau talk-show de RDS, l'Antichambre. Le 18 décembre 2013, il quitte RDS et l'émission l'Antichambre pour TVA Sports où il prend les postes de commentateur et d'analyste.

### Série Montréal-Québec
En janvier 2010, il est engagé par le Réseau TVA à titre d'entraîneur-chef de l'équipe de la ville de Québec pour affronter la Ville de Montréal dans la télé-réalité de huit matchs La Série Montréal-Québec. L'entraîneur-chef de l'équipe de Montréal est Guy Carbonneau. Il a remporté la série au compte final de 7-4 le 21 mars à Montréal.

## Statistiques
| Saison     | Équipe                     | Ligue      |     | PJ  | V   | D   | N                          |  | Séries éliminatoires |
| 1975-1976  | Draveurs de Trois-Rivières | LHJMQ      | 72  | 36  | 31  | 5   | Défaite au deuxième tour   |  |                      |
| 1976-1977  | Draveurs de Trois-Rivières | LHJMQ      | 72  | 38  | 24  | 10  | Éliminés au premier tour   |  |                      |
| 1977-1978  | Draveurs de Trois-Rivières | LHJMQ      | 72  | 47  | 18  | 7   | Coupe du président         |  |                      |
| 1978-1979  | Draveurs de Trois-Rivières | LHJMQ      | 72  | 58  | 8   | 6   | Coupe du Président         |  |                      |
| 1979-1980  | Draveurs de Trois-Rivières | LHJMQ      | 72  | 36  | 27  | 9   | Éliminés au premier tour   |  |                      |
| 1980-1981  | Nordiques de Québec        | LNH        | 74  | 29  | 29  | 16  | Défaite au premier tour    |  |                      |
| 1981-1982  | Nordiques de Québec        | LNH        | 80  | 33  | 31  | 16  | Éliminés au troisième tour |  |                      |
| 1982-1983  | Nordiques de Québec        | LNH        | 80  | 34  | 34  | 12  | Éliminés au premier tour   |  |                      |
| 1983-1984  | Nordiques de Québec        | LNH        | 80  | 42  | 28  | 10  | Éliminés au deuxième tour  |  |                      |
| 1984-1985  | Nordiques de Québec        | LNH        | 80  | 41  | 30  | 9   | Éliminés au troisième tour |  |                      |
| 1985-1986  | Nordiques de Québec        | LNH        | 80  | 43  | 31  | 6   | Éliminés au premier tour   |  |                      |
| 1986-1987  | Nordiques de Québec        | LNH        | 80  | 31  | 39  | 10  | Éliminés au deuxième tour  |  |                      |
| 1987-1988  | Rangers de New York        | LNH        | 80  | 36  | 34  | 10  | Non qualifiés              |  |                      |
| 1988-1989  | Rangers de New York        | LNH        | 78  | 37  | 33  | 8   |                            |  |                      |
| 1989-1990  | Nordiques de Québec        | LNH        | 80  | 12  | 61  | 7   | Non qualifiés              |  |                      |
| Totaux LNH | Totaux LNH                 | Totaux LNH | 792 | 338 | 350 | 104 |                            |  |                      |